# 張鯉 (萬曆進士)
張鯉（1581年—？年），字翼若，號翔溟，山東兖州府平陰縣軍籍，明朝政治人物。

## 生平
萬曆二十五年（1597年）丁酉科山東鄉試舉人，萬曆三十八年（1610年）庚戌科會試二百七名，第三甲第六十五名進士。刑部觀政，授封丘知縣，調祥符縣，選南京江西道御史。天啓三年（1623年）三月復除江西道御史，巡按宣大，五年九月黜为民，仍追夺诰命。

## 家族
曾祖張松，祖張克葉，父張子曼。母李氏、任氏。具庆下。